# Anagapetus schmidi
Anagapetus schmidi är en nattsländeart som först beskrevs av Levanidova 1979.  Anagapetus schmidi ingår i släktet Anagapetus och familjen stenhusnattsländor. Inga underarter finns listade i Catalogue of Life.